# Dampniat
Dampniat é uma comuna francesa na região administrativa da Nova Aquitânia, no departamento de Corrèze. Estende-se por uma área de 15,38 km². Em 2010 a comuna tinha 717 habitantes (densidade: 46,6 hab./km²).